# Emiliano Zapata

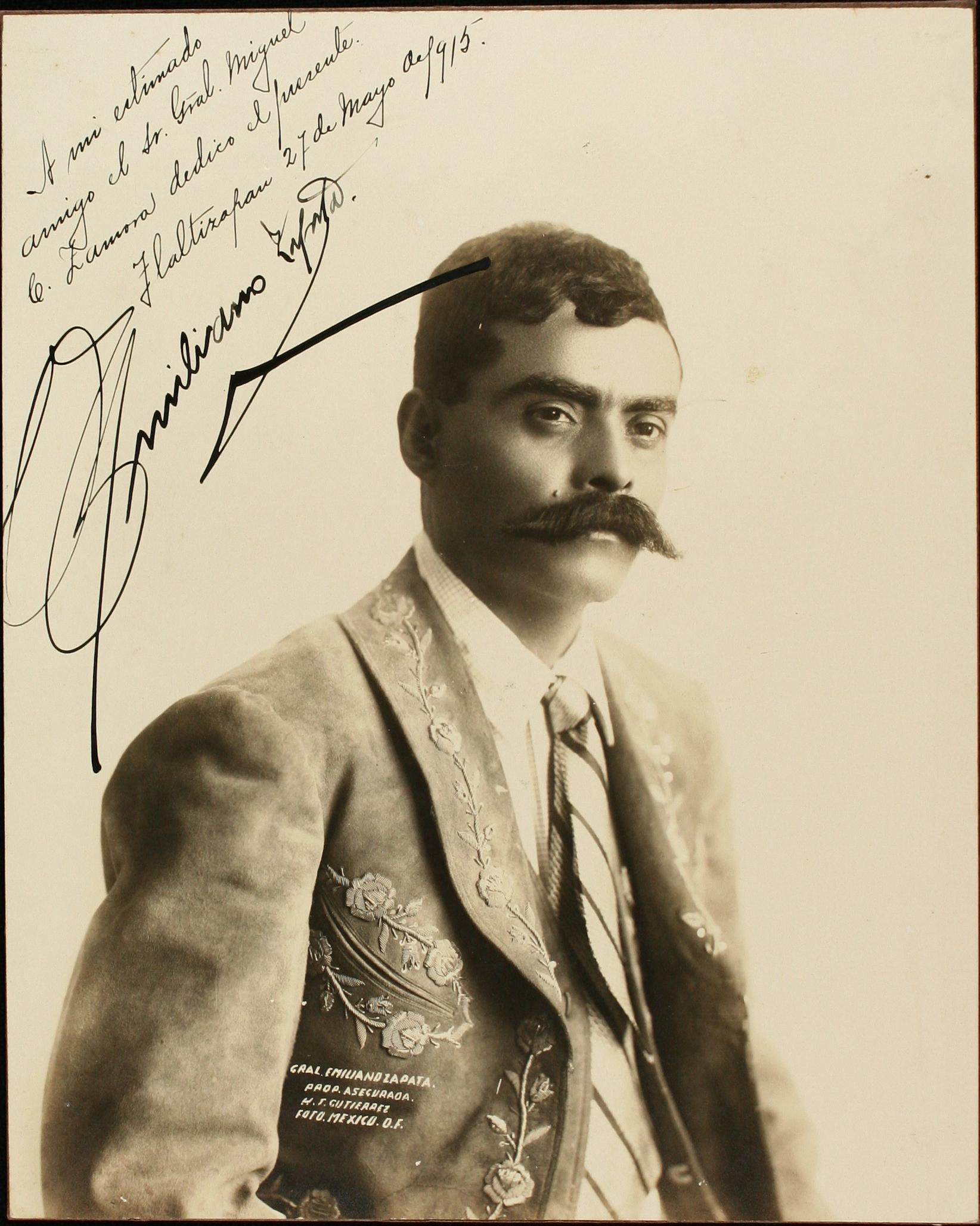
Emiliano Zapata

Emiliano Zapata Salazar, genannt „El Caudillo del Sur“, (* 8. August 1879 in San Miguel Anenecuilco (Morelos); † 10. April 1919 in Chinameca) war ein Protagonist der mexikanischen Revolution.

## Leben

Emiliano Zapata (Mitte sitzend) im Kreis seiner Offiziere, links sein Bruder Eufemio (Juni 1911)

Zapata wurde in dem Dorf San Miguel Anenecuilco, im Bundesstaat Morelos geboren. Seine Eltern, Gabriel Zapata und Cleofas Salazar, waren indigener und weißer Abstammung. Zapata und andere Bauern in Morelos beteiligten sich 1909 während des Wahlkampfes um den Posten des Gouverneurs an der Kampagne der legalen Opposition. Im selben Jahr wurde der dreißigjährige Zapata zum Präsidenten des Verteidigungsrates („junta de defensa“) von Anenecuilco gewählt (hierbei handelt es sich um ein Komitee zur Verteidigung der Landrechte des Dorfes).
1910 schloss sich Zapata unter der Führung Francisco Maderos den mexikanischen Revolutionären an. Ihr Ziel war es, das Regime von Porfirio Díaz zu stürzen.
Im April 1911 wurde Zapata zum obersten Chef der revolutionären Bewegung des Südens gewählt. Seine Armee bestand hauptsächlich aus besitzlosen Landarbeitern. Obwohl sie den Bundestruppen zahlenmäßig und waffentechnisch weit unterlegen waren, errangen die Revolutionäre erhebliche Erfolge im Guerillakrieg im bergigen Bundesstaat Morelos, wo sie von weiten Teilen der Bevölkerung unterstützt wurden. Im Mai 1911 besetzten die Zapatistas – die bereits über rund 4000 Kämpfer verfügten – Cuernavaca, die Hauptstadt von Morelos.

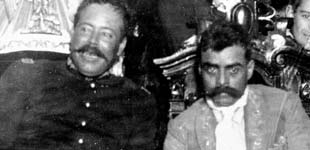
Ausschnitt des Fotos, das Emiliano Zapata (rechts) und Pancho Villa (links) im Präsidentenpalast nach ihrem Einzug in Mexiko-Stadt zeigt.

Die Enttäuschung über die nur sehr schleppend durchgeführte Agrarreform gipfelte im Plan von Ayala, in dem Madero zum Rücktritt aufgefordert wurde und das Land an die verteilt werden sollte, die es bearbeiten.
Durch einen Putsch gelangte im Februar 1913 der unbeliebte Oberst Victoriano Huerta an die Macht und Francisco Madero wurde vom Militär ermordet. Zapata verbündete sich zu dieser Zeit mit Pancho Villa, der die Aufständischen im Norden befehligte und in Chihuahua bereits eine Armee gegen die Regierung aufgestellt hatte. Bald nach dem Sturz Huertas im Frühjahr 1914 kam es jedoch zu Streitigkeiten unter den revolutionären Gruppierungen und ihrem nominellen Befehlshaber Venustiano Carranza, der das Präsidentenamt anstrebte und sich schließlich mit Hilfe seines militärischen Führers Alvaro Obregón gegen Villas Truppen durchsetzte. Zapata kämpfte noch einige Zeit im Süden weiter, obwohl Carranzas Sieg bereits feststand.

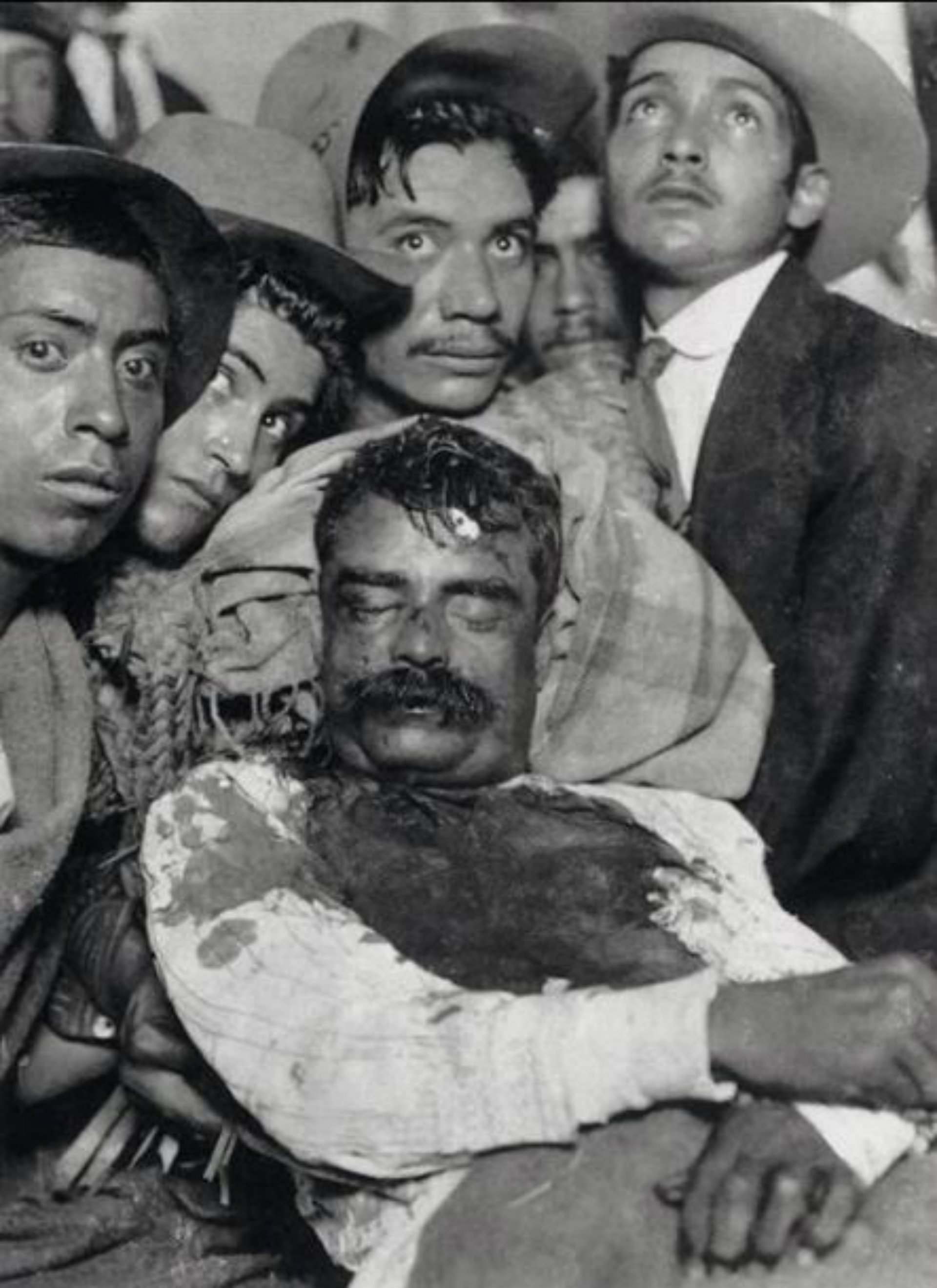
Zapatas Leiche, ausgestellt in Cuautla, Morelos

Auf Anweisung Carranzas wurde Zapata am 9. April 1919 von Oberst Jesús Guajardo freundlich auf dessen Hacienda San Juan bei Chinameca eingeladen, wobei dieser vorgab, er wolle zu den Revolutionären überlaufen. Als Zapata am folgenden Tag auf der Hacienda erschien, wurde er von Guajardos Leuten mit einem Kugelhagel empfangen und regelrecht durchsiebt. Man brachte seine Leiche nach Cuautla, um die ausgesetzte Belohnung einzufordern. Dort wurde der tote Zapata öffentlich ausgestellt und schließlich auch begraben. Nach dem Tod Zapatas wählten die Zapatisten Gildardo Magaña als seinen Nachfolger. Wenige Monate später schlossen die zapatistischen Führer ein Unterstützungsabkommen mit Álvaro Obregón, der sich mittlerweile einen Kampf um die Macht mit Carranza lieferte.

## Rezeption
Nach Zapatas Tod entstanden einerseits viele Volkserzählungen, wonach Zapata in Wirklichkeit seiner heimtückischen Ermordung entgehen konnte und sich in den Bergen versteckte, um den Unterdrückten zu helfen, andererseits wird er seither als Märtyrer verehrt. Sein Zitat „Lieber stehend sterben als kniend leben“ wurde von der spanischen Kommunistin Dolores Ibárruri 1936 im dortigen Bürgerkrieg verwendet. Die Ejército Zapatista de Liberación Nacional EZLN („Zapatistische Armee der Nationalen Befreiung“) sieht sich in der Tradition Emiliano Zapatas. Daher nennen sich Mitglieder der Bewegung selbst Zapatistas (auf Deutsch Zapatisten). Die EZLN trat erstmals am 1. Januar 1994 mit einem bewaffneten Aufstand öffentlich in Erscheinung und hat ihre Wurzeln in Chiapas, einem der ärmsten Bundesstaaten Mexikos. Sie besteht zum überwiegenden Teil aus Indigenas.
1952 wurde Zapatas Leben von Elia Kazan verfilmt. In Viva Zapata! spielte Marlon Brando die Hauptrolle. Eine mexikanische Neuverfilmung 2004 von Alfonso Arau stieß auf gemischte Reaktionen. Daneben gibt es zahlreiche weitere Verfilmungen, in denen es um Leben oder Legende des Revolutionärs geht.

## Zitate
„Besser aufrecht sterben, als ein Leben lang auf den Knien leben!“
(Original: ¡Es mejor morir de pie que vivir toda una vida de rodillas!)
Reforma – Libertad – Justicia y Ley (Plan de Ayala, 1911)